# Кріплення стелі

Кріплення стелі

Кріплення стелі (рос. крепь потолочная, англ. spilling, нім. Kappenausbau m) — безстоякове гірниче кріплення, що перекриває покрівлю виробки. У горизонтальних виробках, пройдених в міцних породах, складається з верхняків, закріплених у лунках боків виробки або опертих на костри (кліті) викладених на бермах виробки.